# Cass Gilbert

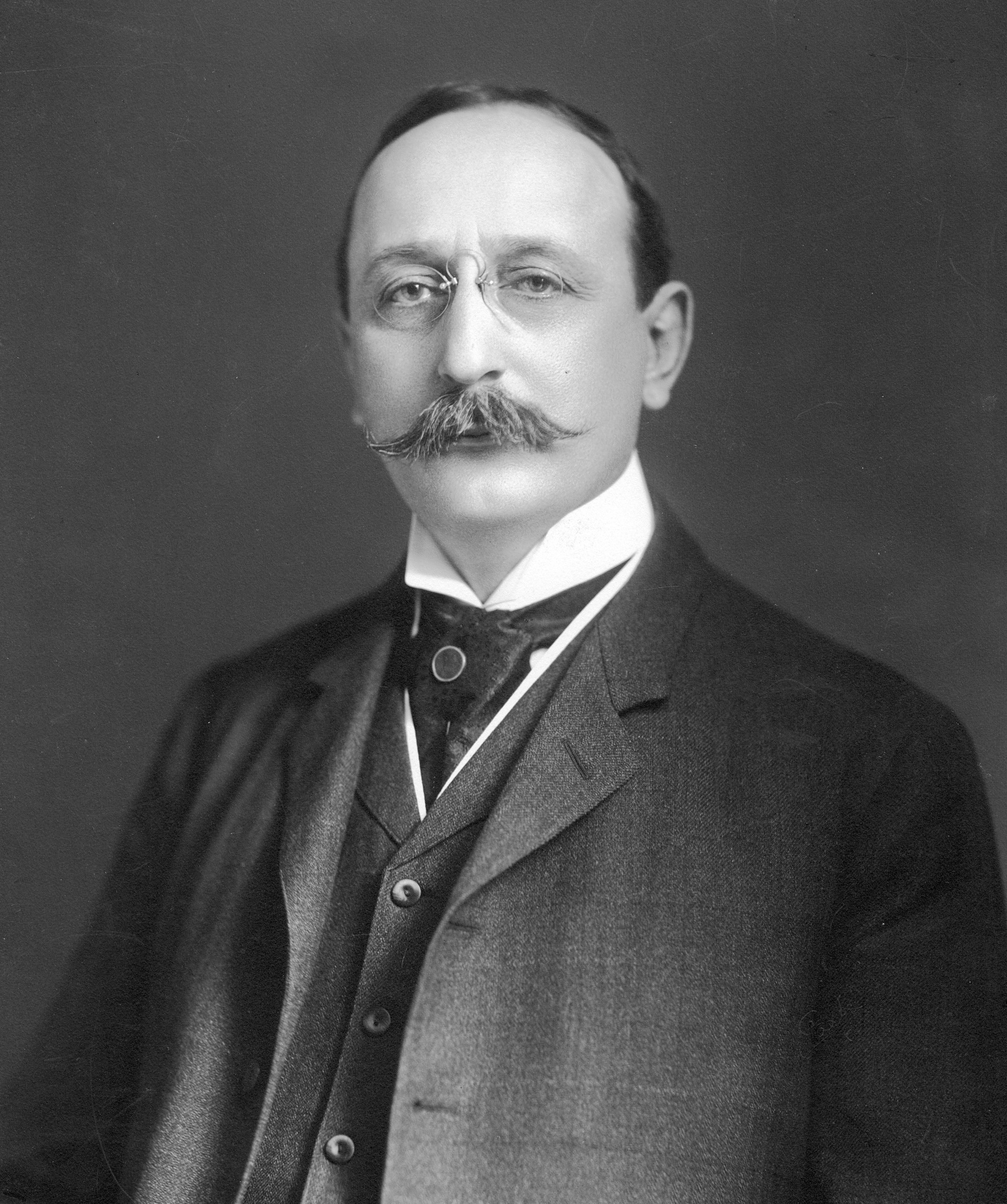
Cass Gilbert år 1907.

Cass Gilbert, född 1859 i Zanesville i Ohio i USA, död 1934 i New York i USA, var en amerikansk arkitekt. Mest känd för amerikanska högsta domstolen och nygotiska skyskrapor i New York.
Började med arkitektur som tecknare och snickarlärling. Utbildad vid Massachusetts Institute of Technology 1878-80. Inledde ett samarbete med James Knox 1882. Gilberts arkitektur gick på kollisionskurs med den framväxande modernismen, då företrädd av arkitekter som Frank Lloyd Wright och Ludwig Mies van der Rohe. Mottog flera internationella utmärkelser och innehade periodvis uppsatta poster i den amerikanska federala administrationen. Föll i glömska under modernismens glansdagar men har på senare tid fått ny positiv uppmärksamhet.

## Projekt
- United States Supreme Court Building, Washington, D.C., USA, 1935
- Woolworth Building, New York, New York, USA, 1910-1913